# 兴华街道 (太原市)
兴华街道，是中华人民共和国山西省太原市万柏林区下辖的一个乡镇级行政单位。

## 行政区划
兴华街道下辖以下地区：
千峰北路社区、竹杏社区、荔梅社区、永乐苑社区、漪汾苑社区、滨河社区、滨汾苑社区、建机巷社区、和泽苑社区和后北屯社区。